# دان دورانت
دان دورانت (انگلیسی: Don Durant؛ ۲۰ نوامبر ۱۹۳۲ – ۱۵ مارس ۲۰۰۵) خواننده و بازیگر اهل ایالات متحده آمریکا بود.
از فیلم‌ها یا برنامه‌های تلویزیونی که وی در آن نقش داشته است می‌توان به جانی رینگو اشاره کرد.